# Goneplax rhomboides
El cangrejo rosado o cangrejo angular (Goneplax rhomboides) es una especie de cangrejo de la familia Goneplacidae, orden Decapoda. 

## Características y descripción
Su nombre proviene de la forma trapezoidal de su caparazón, lo cual hace que también se le conozca como cangrejo cuadrado. Goneplax rhomboides es un cangrejo de aspecto distintivo relativamente pequeño (caparazón de hasta 3,7 cm o 1,5 pulgadas) que varía desde el blanco amarillento hasta el naranja, el rojizo y el rosa vivo. Tiene un caparazón liso, cuadrangular, fuertemente convexo que es mucho más ancho que largo. Tiene largos, delgados pereiópodos con márgenes de propodio, también tiene setas en sus antenas y piezas bucales.
Las hembras tienen quelípedos cortos, pero los quelípedos de los machos son largos, con la parte merus de la quela considerablemente más larga que la longitud de sus caparazones. G. rhomboides se ha confunde a menudo con G. clevai, una especie similar que comparte al menos parte de su área de distribución. Sus ojos están en el extremo de largos pedúnculos retráctiles.

## Distribución
El cangrejo rosado se encuentra en el noreste del Océano Atlántico y el Mar Mediterráneo desde el Mar del Norte hasta el sur de África y la costa del Océano Índico de Sudáfrica. Las aguas frente a las Islas Shetland constituyen el límite norte de su área de distribución, y en 2008, biólogos de la Universidad de Gotemburgo descubrieron una intacta en el estómago de un bacalao capturado en la costa de Bohuslän, lo que sugiere que G. rhomboides ahora se ha mudado a aguas suecas. Un descubrimiento similar unas semanas después en el mismo lugar refuerza esta conclusión.
Esta especie habita en hábitats fangosos similares a los favorecidos por la cigala y se esconde en la arena fangosa costera. Sus madrigueras a menudo se interconectan en patrones complejos con aquellas habitadas por otras especies de megafauna excavadora como Callianassa subterranea, Cepola macrophthalma, Lesueurigobius friesii y Nephrops norvegicus. Estos complejos de madrigueras de especies múltiples son muy comunes en algunas localidades.

## Simbiosis
Las setas de las antenas, las piezas bucales y las patas de G. rhomboides son el hogar de Triticella flava, una especie de briozoo (lit. 'animal musgo'). La corta vida útil de estos animales simbióticos de musgo está sincronizada para que produzcan larvas justo antes de la muda de G. rhomboides. Estas larvas luego se adhieren al exoesqueleto recién emergido del cangrejo.

## Galería

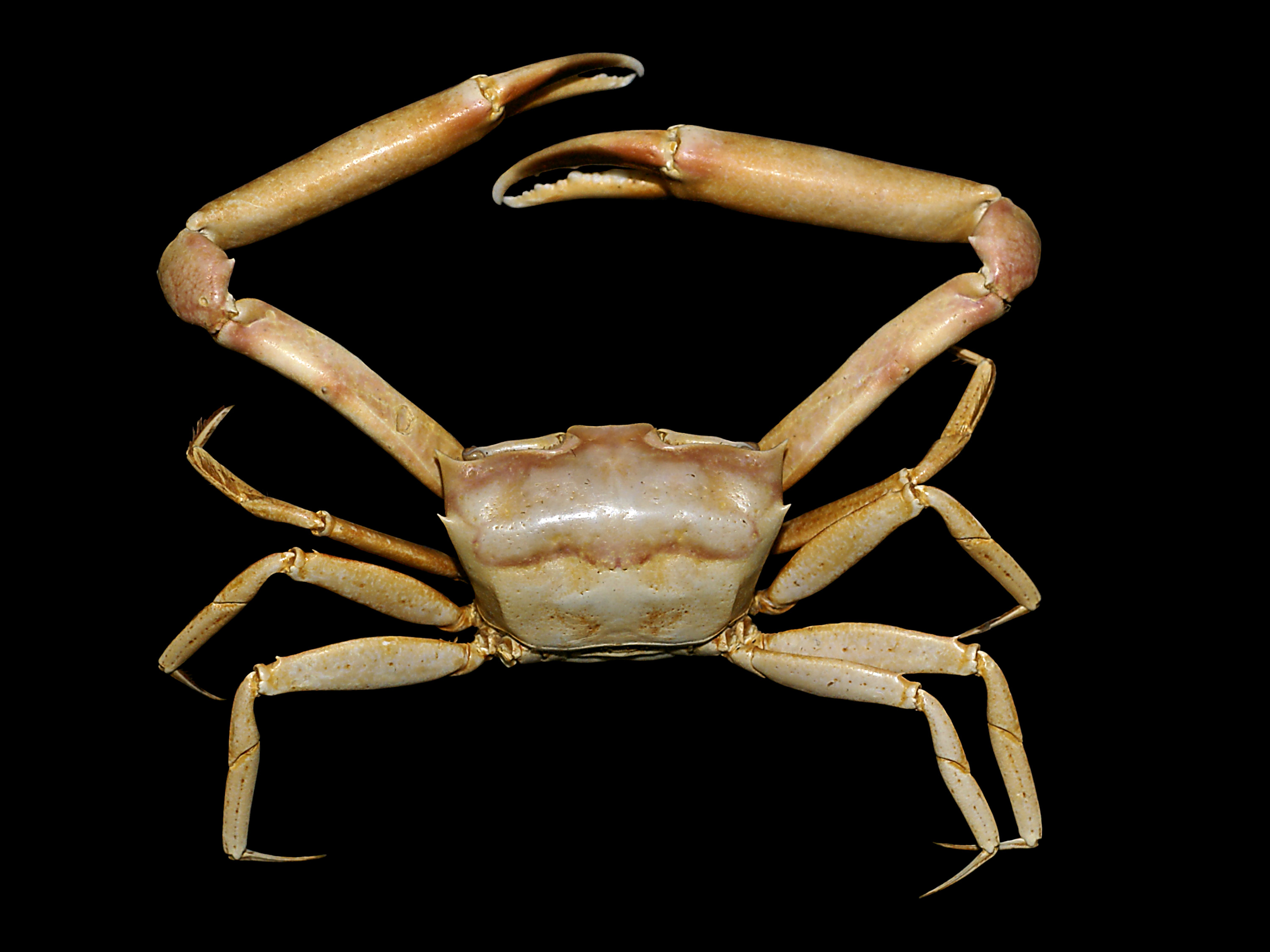
Ejemplar en un museo
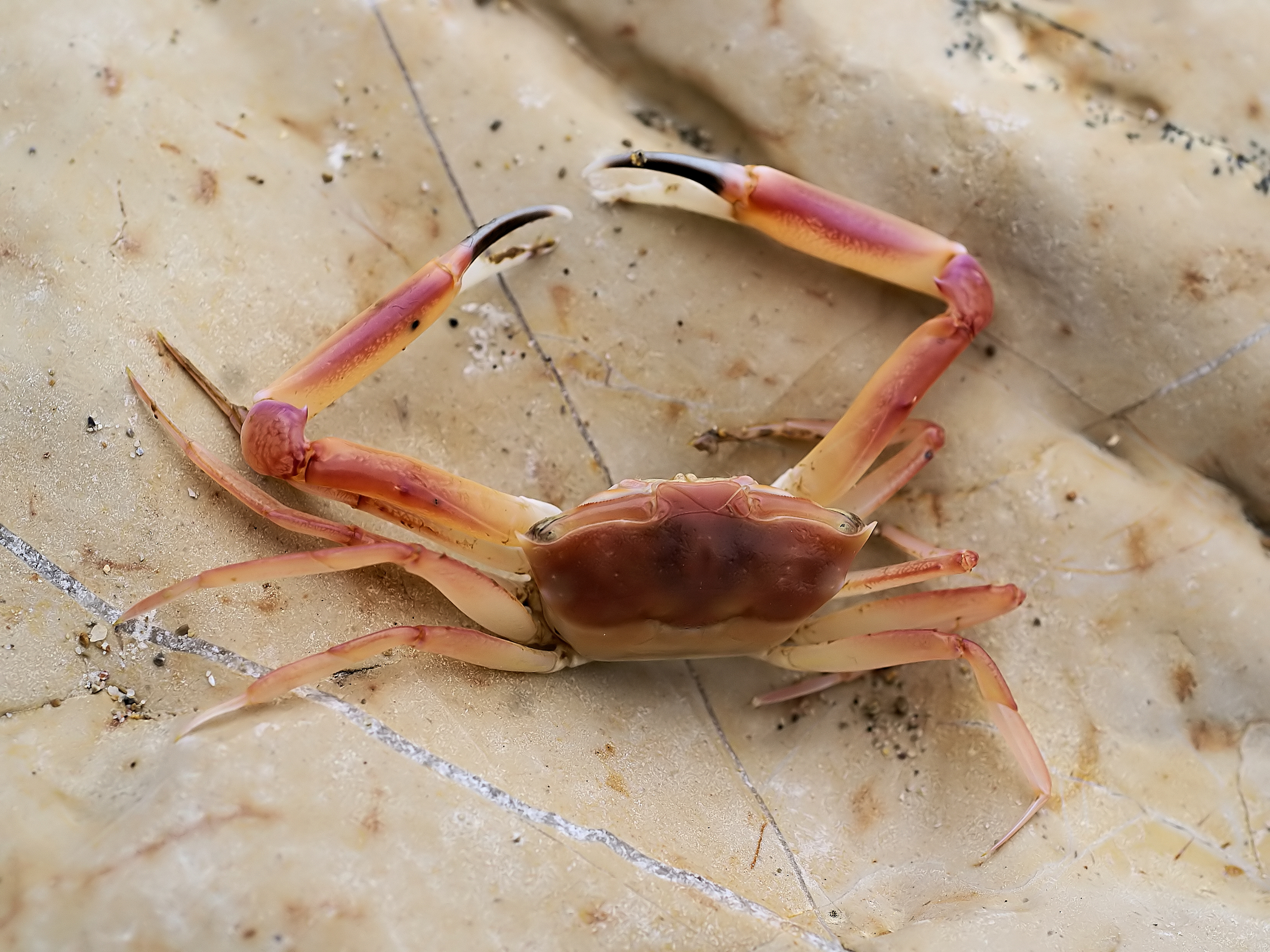
Ejemplar juvenil
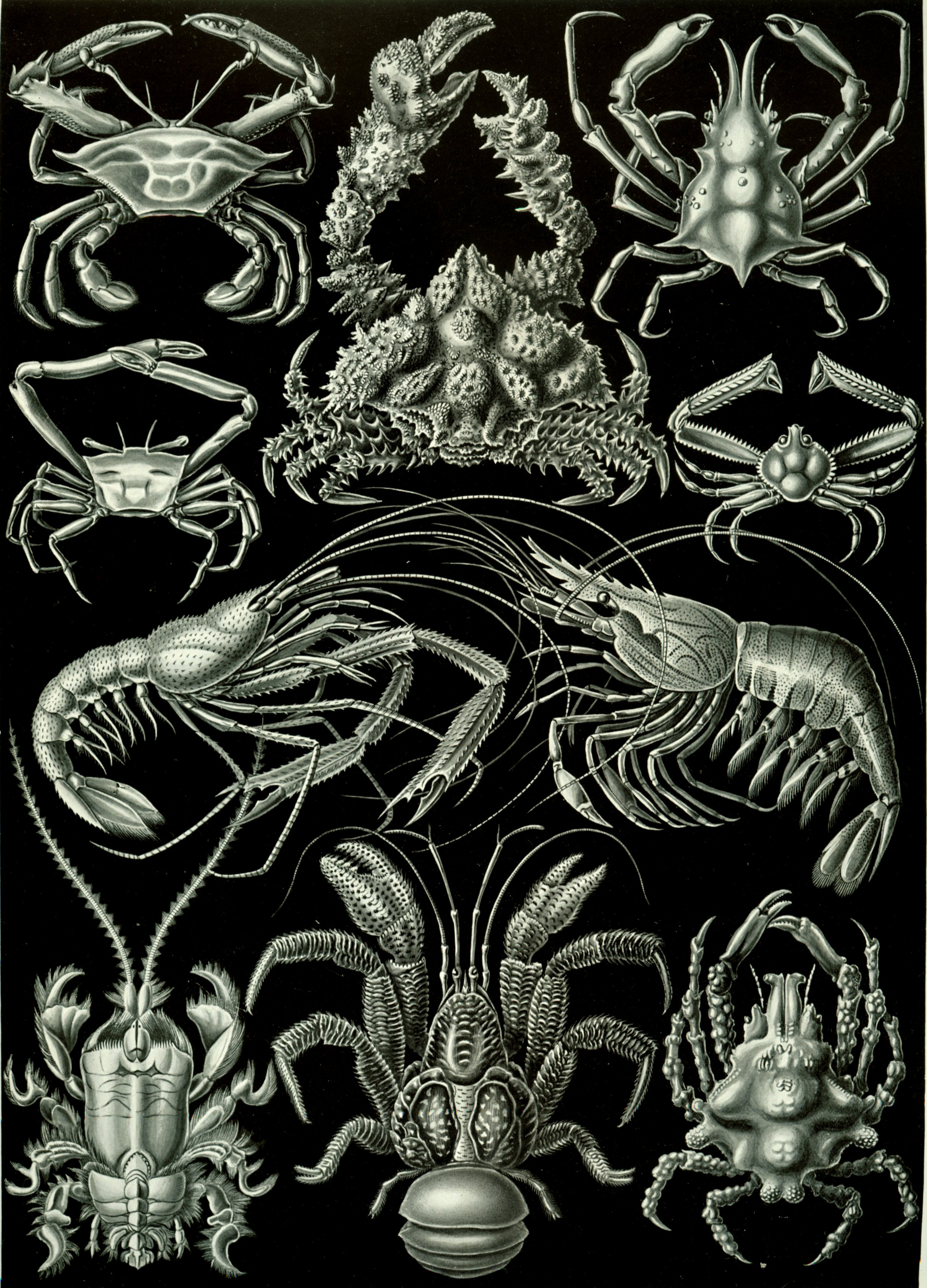
En Kunstformen der Natur
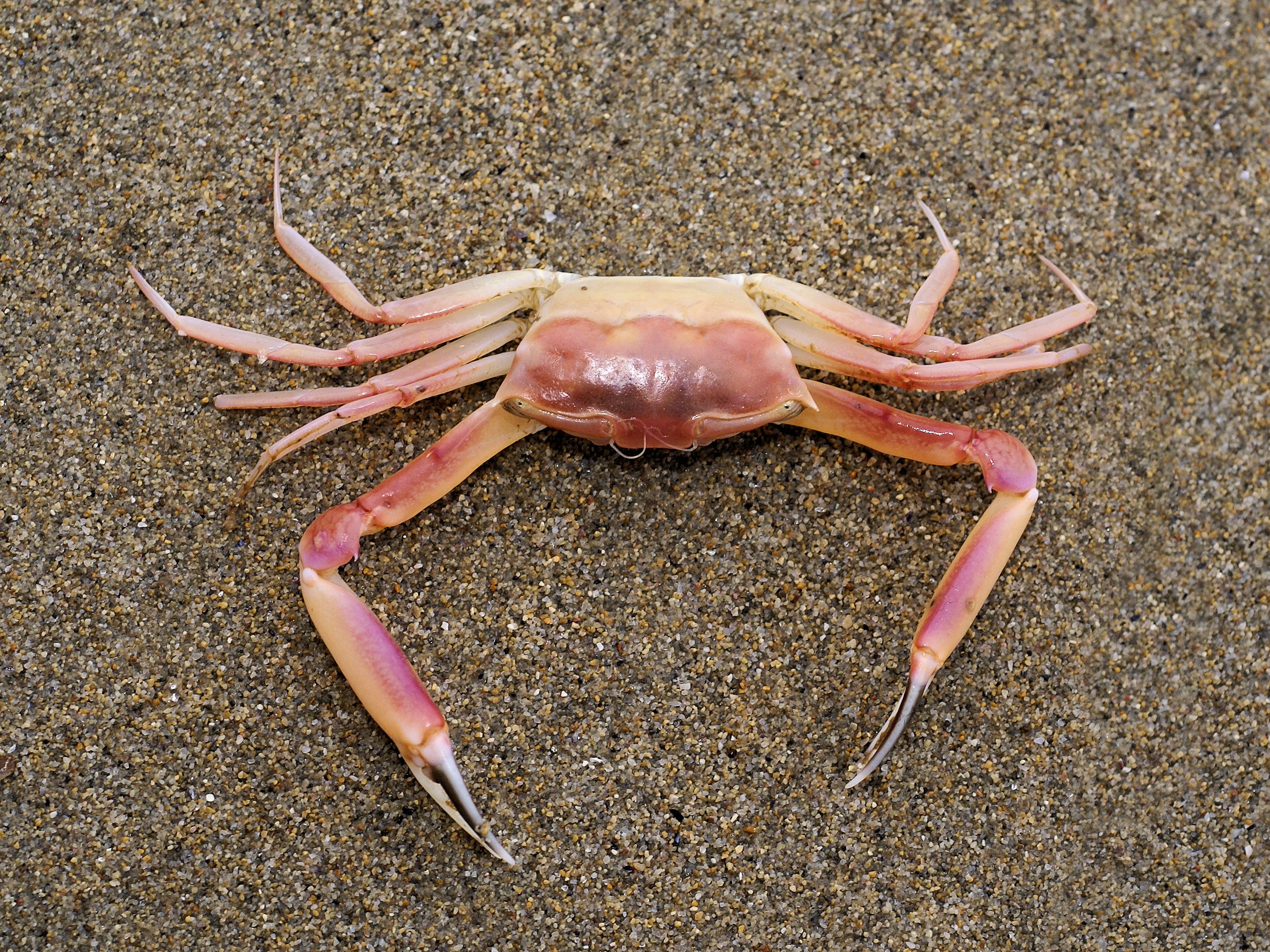
En la arena
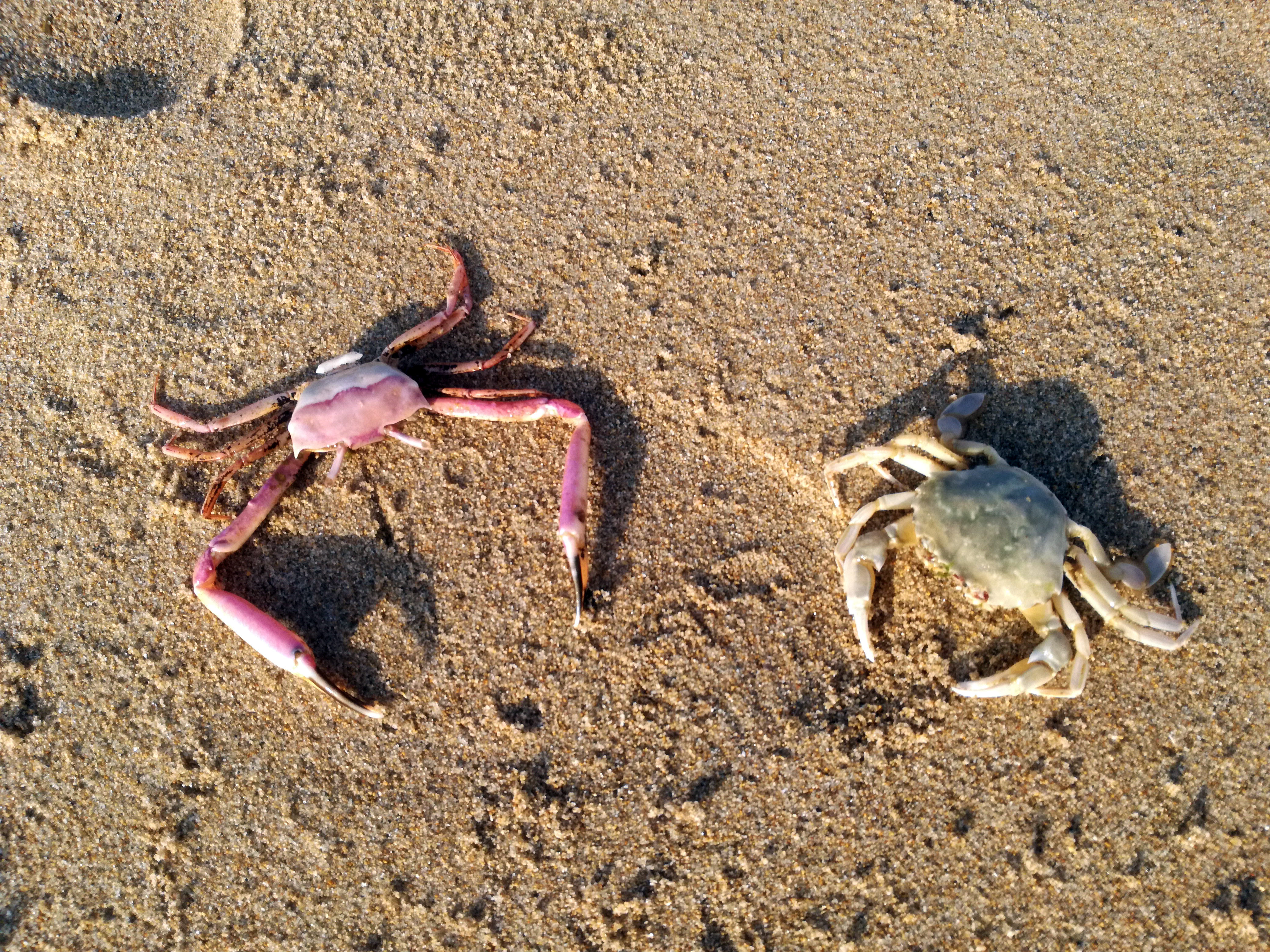
Junto con Carcinus maenas
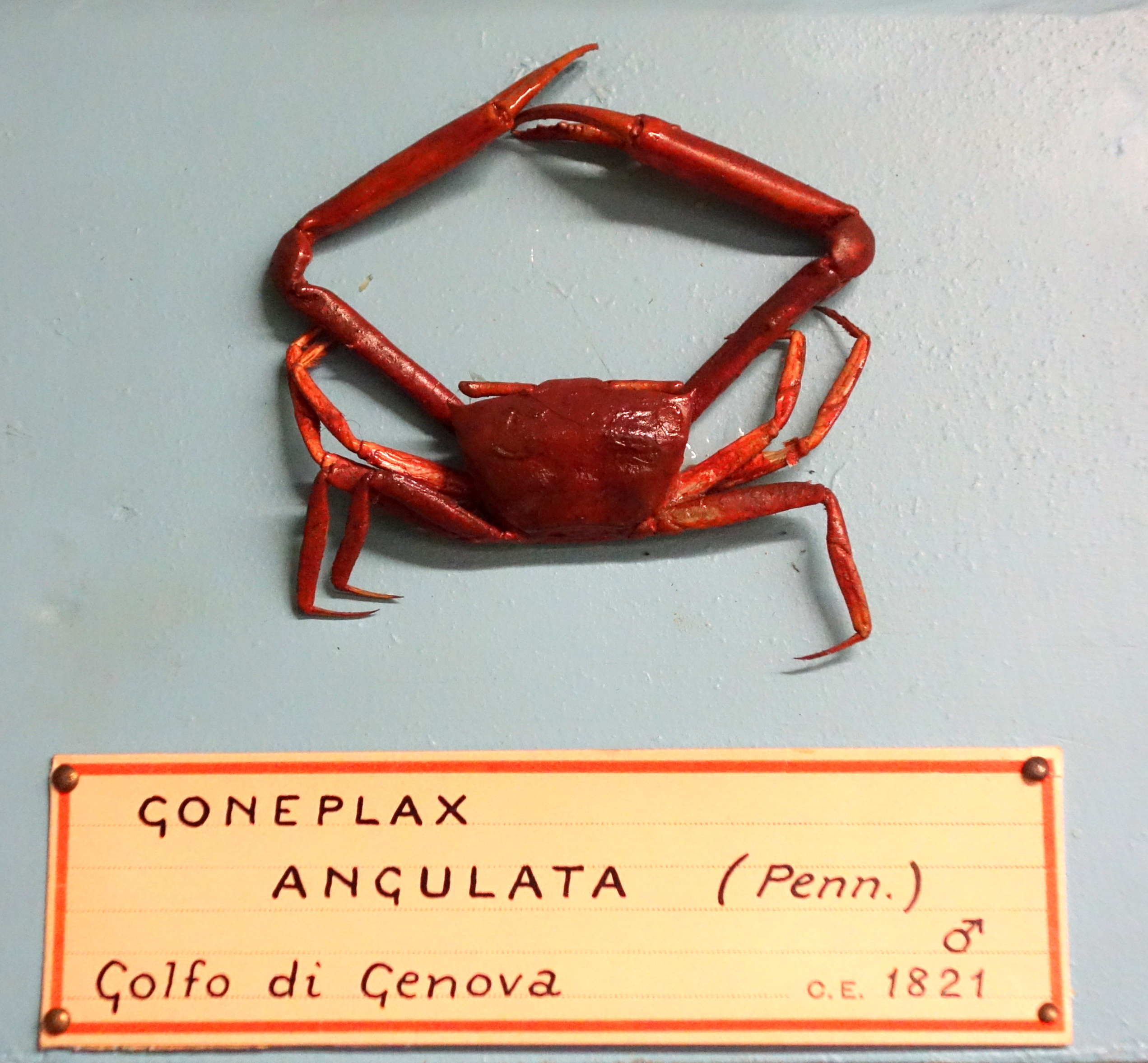
En un museo de Génova
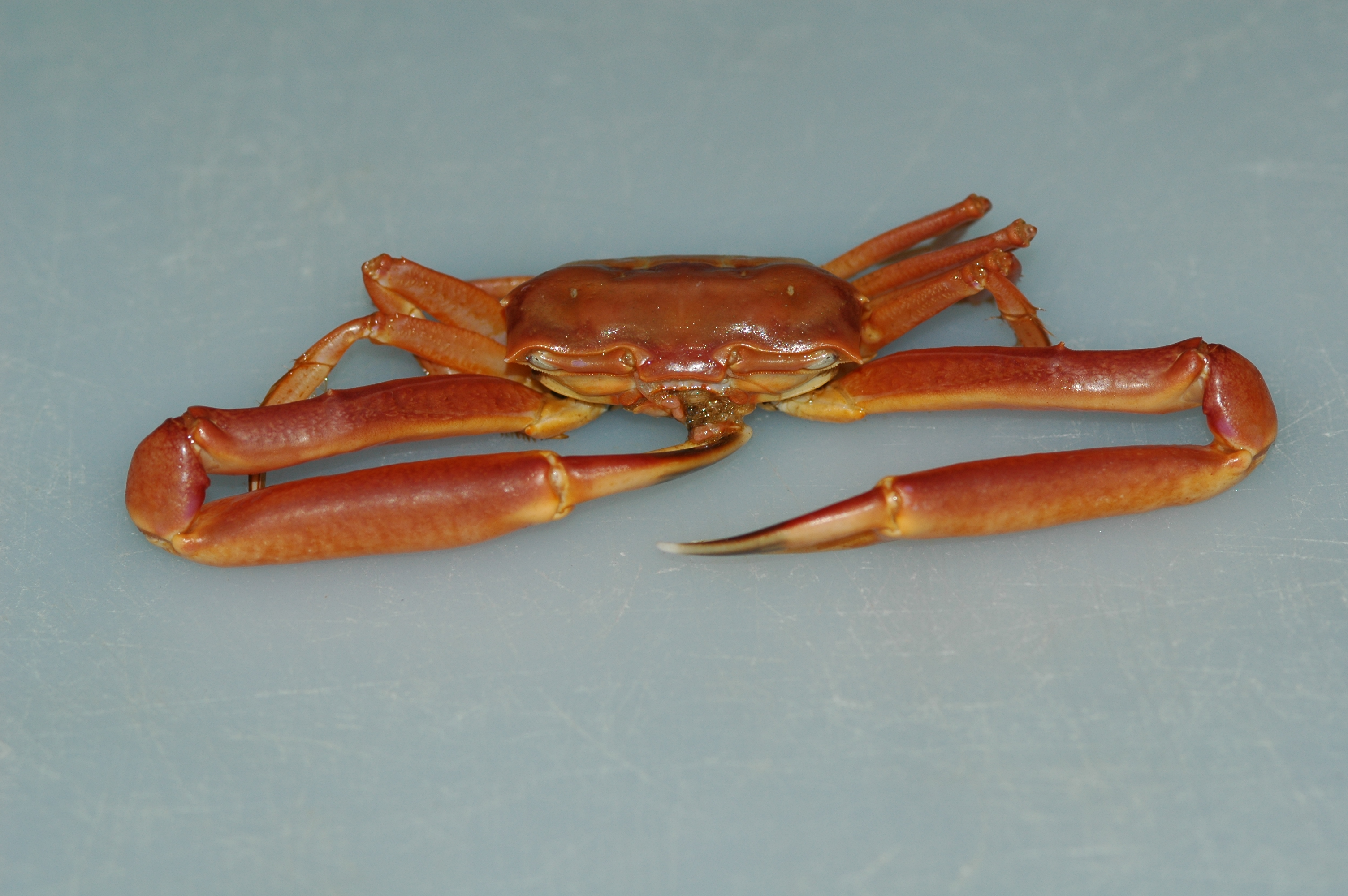
Vista frontal